# Abas Arslanagić
Abas Arslanagić (serbisch-kyrillisch Абас Арсланагић; * 2. Oktober 1944 in Derventa, SFR Jugoslawien) ist ein bosnisch-herzegowinischer Handballtrainer und ehemaliger Handballtorwart. Er gilt als einer der besten Torhüter der 1970er Jahre und hat zahlreiche Weltklasse-Keeper ausgebildet.

## Spielerkarriere
Abas Arslanagić begann mit dem Handballspiel mit vierzehn Jahren in seiner Heimatstadt bei RK Partizan Derventa. Mit 18 wechselte er zu RK Partizan Belgrad. Nur ein Jahr später unterschrieb er bei RK Borac Banja Luka. Mit Borac wurde er viermal Jugoslawischer Meister und fünfmal Pokalsieger. 1975 erreichte er das Finale des Europapokals der Landesmeister. Die Krönung seiner Vereinskarriere war der Gewinn des Europapokals der Landesmeister 1975/76.  In der Saison 1976/77 spielte er für den deutschen Bundesligisten TuS Nettelstedt.
In der jugoslawischen Nationalmannschaft debütierte der 1,92 m große Torwart am 27. März 1969 in Ljubljana gegen Deutschland. Ein Jahr darauf gewann er bei der Weltmeisterschaft 1970 die Bronzemedaille. Bei den Olympischen Sommerspielen 1972 wurde er Olympiasieger. Bei der Weltmeisterschaft 1974 errang er erneut Bronze. Bei den Mittelmeerspielen 1975 gewann er eine Goldmedaille. Bei den Olympischen Sommerspielen 1976 landete er auf Rang 5.
Auf Grund seiner Stärke bei Strafwürfen bekam er die Spitznamen „Gigant mit sieben Armen“ und „Oktopus-Torhüter“.

## Trainerkarriere
Zunächst trainierte er bereits während seiner aktiven Zeit die Jugendmannschaft von Borac um Spieler wie Zlatko Saračević sowie die Damenmannschaft von Mladost in Banja Luka. Des Weiteren war er Trainer von Vereinen in Kroatien, Bosnien und Herzegowina und Slowenien. Mit Metaloplastika Šabac wurde er jugoslawischer Meister, mit RK Zagreb kroatischer Meister und Pokalsieger, mit RK Bosna Sarajevo gewann er die bosnische Meisterschaft und den Pokal, mit Borac Banja Luka erneut den Pokal.
Als Coach der jugoslawischen Juniorennationalmannschaft gewann er die Weltmeisterschaft 1981. Als Torwarttrainer der A-Nationalmannschaft wurde er Vize-Weltmeister 1982 und Weltmeister 1986. Anschließend wurde er Cheftrainer der Auswahl und gewann bei den Olympischen Sommerspielen 1988 die Bronzemedaille.
Von 1988 bis 1994 trainierte er die Auswahl Katars, mit der er bei der Handball-Asienmeisterschaft 1991 Vierter wurde. Mit der kroatischen Nationalmannschaft nahm er an der Europameisterschaft 1996 teil. Im Jahr 2003 war er Cheftrainer der bosnisch-herzegowinischen Nationalmannschaft. Seit 2013 betreut er die Juniorenauswahl Katars.
Als Torwarttrainer trainierte er zahlreiche internationale Nationaltorhüter, wie u. a. Mirko Bašić, Zlatan Arnautović, Valter Matošević, Vlado Šola, Enid Tahirović, Gorazd Škof und Venio Losert.
Abas Arslanagić arbeitet in Sommercamps für jugendliche Handballspieler als Torwarttrainer. Seit August 2013 ist er Vorstandsmitglied bei Borac Banja Luka.

## Erfolge

### Als Spieler
- Olympiasieger 1972
- Bronze bei den Weltmeisterschaften 1970 und 1974
- Bester Torhüter der WM 1970
- Gold bei dem Mittelmeerspielen 1975
- Europapokal der Landesmeister 1976
- Jugoslawischer Meister 1973, 1974, 1975 und 1976
- Jugoslawischer Pokalsieger 1969, 1972, 1973, 1974 und 1975
- 2× in die Weltauswahl berufen

### Als Trainer
- Gold bei der Junioren-Weltmeisterschaft 1981
- Silber bei der Weltmeisterschaft 1982
- Gold bei der Weltmeisterschaft 1986
- Bronze bei den Olympischen Sommerspielen 1988
- Jugoslawischer Meister 1988
- Kroatischer Meister und Pokalsieger 1996
- Bosnisch-herzegowinischer Meister 2003
- Bosnisch-herzegowinischer Pokalsieger 2003 und 2007

## Sonstiges
Arslanagić besitzt ein Diplom der Fakultät für Sport an der Universität Sarajewo. Außerdem ist er Autor zahlreicher Handballbücher, speziell über Torwarttechniken.
Er ist in zweiter Ehe verheiratet. Seine Tochter Maida Arslanagić (* 1984) ist kroatische Handballnationalspielerin.